# Ambrogio II
Ambrogio II, o Ambrogio de Martinengo (Bergamo, ... – Bergamo, 20 settembre 1057), è stato un vescovo italiano.

## Biografia
Difficile farne una ricostruzione biografica esatta, ogni indicazione nasce da ricerche che non sempre hanno portato a una esatta storiografia, Ambrogio viene indicato figlio del conte Lanfranco, difficile identificare se sia il Lanfranco II conte di Bergamo, o Lanfranco Ghisalbertini de loco di Martinengo, l'omonimia dei due presenti nel medesimo contesto e tempo rende difficile l'esatta attribuzione. Viene considerato uomo di grande conoscenza specialmente dei Vangeli, vengono infatti citate in antichi documenti le sue omelie e le sue spiegazioni teologiche. La lunga durata di 34 anni del suo episcopato fu molto importante per la chiesa cittadina. Amministrò la curia di Bergamo mentre a Milano vi era l'arcivescovo Ariberto da Intimiano che dovette recuperare quanto era stato venduto e sperperato della chiesa di Milano da nobili e usurpatori.

La sua fedeltà agli imperatori tedeschi e la corrispondente attenzione di questi alla chiesa di Bergamo sia da Enrico II, che aveva confermato il diritto d'immunità alla città di Bergamo precedentemente concesso da Carlo III, che da Corrado II e Enrico III, fanno presumere l'attività di cappellano presso la corte di Enrico II, pur rimanendo sempre attento alla sua diocesi. Fu proprio Enrico III a dichiarare: 
(Enrico III)
 Ad Ambrogio si deve la consacrazione della chiesa di San Vincenzo, con la decorazione e la cura della pietra tombale di sant'Alessandro poi l'altare della Chiesa di Sant'Alessandro della Croce, così come a lui si deve la traslazione della salma di santa Grata dalla chiesa in Borgo canale a quella in via Arena. Anche il vescovo Ambrogio temeva il formarsi di un regno italiano governato da nobili laici.
Ambrogio partecipò presumibilmente subito dopo la sua nomina, al concilio di Bramath del 1023, con l'imperatore Enrico II, dichiarandosi poi, alla sua morte, favorevole a Corrado II che era presenta a Bergamo nel 1026, mentre il vescovo viene indicato presente alla sua incoronazione a Roma il 25 marzo 1027, partecipando alla prima assemblea dei laici il 26 aprile del medesimo anno alla presenza dell'imperatore.
Molte sono i fondi da lui acquisiti sul territorio bergamasco per acquisto o per lascito, corrispondenti a quelle che divennero le proprietà della famiglia Martinengo, ma la cosa che più rimane del vescovo è l'importante permuta con i monaci di Tours. Fu proprio durante il suo episcopato che la famiglia acquisì molto potere. Sue erano i territori vicini alla basilica alessandrina di Bergamo dove la famiglia aveva il giuspatronato e dove furono inumati sia il padre che il fratello.
Il 30 luglio 1026 il vescovo riuscì ad acquisire dalla canonica di san Martino di Tours i beni dell'alta Val Seriana e della val di Scalve appartenenti alla iudiciaria Bergomensis scambiati nel 774 da Carlo Magno, ricchi di miniere di ferro e d'argento, cedendoli alcuni territori di Pavia, Torino e Milano, la permuta venne confermata dal conte Arduino di Bergamo e fu redatto in Grumello Cremonese.. I territori ceduti ai monaci di Tours provenivano dalle proprietà di una certa Adelsinda e dei suoi figli e non solo, anche di un certo Maifredo o Lanfranco che cedette sue proprietà alla chiesa di Bergamo per poter raggiungere i 570 iugeri necessari allo scambio. Accanto al vescovo nella rogazione dell'atto risultano presenti: Lanfranco de Martinengo con i figli Adalberto, Ottone, nonché altri personaggi nobili delle terre di Bergamo. Questo indica che durante il suo episcopato la famiglia de Martinengo divenne sempre più potente, dovettero poi i successori del vescovo Ambrogio cercare di ridimensionare questo potere.
La sua presenza è documentata nel sinodo di Vercelli del 1050 quando Berengario di Tours fu condannato, a Zurigo nel 1054 a discutere della situazione italiana da parte di laici e ecclesiastici italiani, a Pavia nel Monastero di Santa Maria Teodote a discutere una controversia con il vescovo di Cremona, così nel 1055 con l'imperatore Enrico III, il 27 gennaio 1056 è presente in un contratto d'enfiteusi e nel giugno del 1057 viene registrata la sua presenza in una compera di beni, e questa è l'ultima menzione negli archivi del vescovo.

### Romanzo storico
- Luigi Cattaneo, Curtis Lemine Una storia di uomini in quattro secoli di ricchezze e miserie, I, Albatros, 2012, SBN BVE0683426.